# Inga jinicuil
Inga jinicuil är en ärtväxtart som beskrevs av Diederich Franz Leonhard von Schlechtendal. Inga jinicuil ingår i släktet Inga och familjen ärtväxter. IUCN kategoriserar arten globalt som livskraftig. Inga underarter finns listade i Catalogue of Life.